# W H Smith

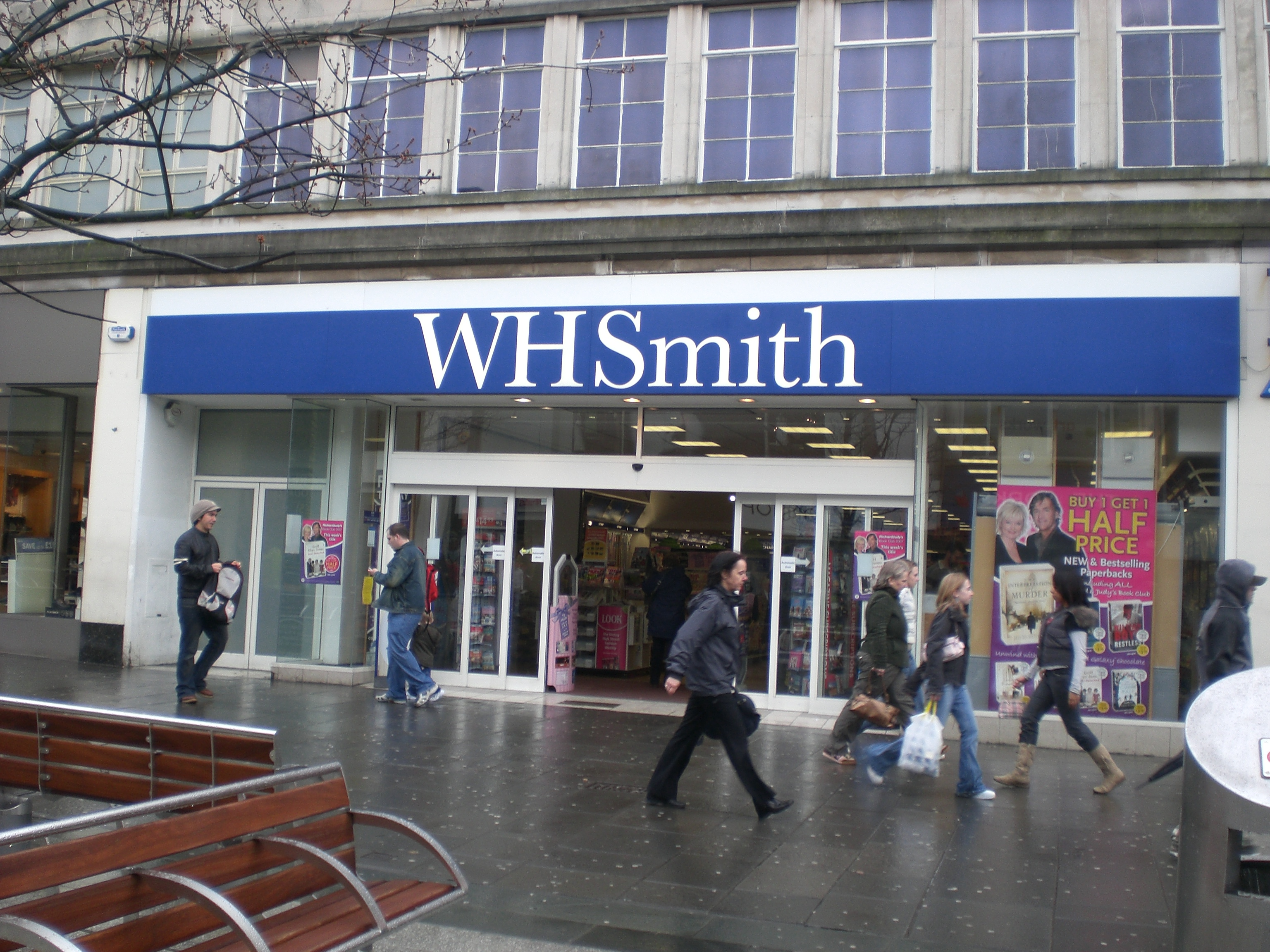
En av W H Smiths butiker i Southampton, England.

W H Smith plc är en brittisk kedja av bokhandlare. Kedjan grundades i London 1792 av fadern till William Henry Smith. 
Idag består den av över tusen butiker, varav omkring hälften är placerade på flygplatser, på järnvägsstationer och på sjukhus samt vid motorvägar. 
De allra flesta affärerna finns i Storbritannien, dock har W H Smith sedan 2004 drivit butiker i Hongkong, Singapore och Paris, och i oktober 2008 öppnades fyra affärer på Kastrups flygplats. I Sverige öppnades en första butik 2009 på Arlanda flygplats och därefter en på Gävle centralstation 2015 (där den efterträdde Pressbyrån).
2007 omsatte kedjan 1 299 miljoner pund och sysselsatte 16 227 anställda. W H Smith är noterad på Londonbörsen.
Butikerna säljer utöver böcker också kontorsvaror, tidningar och tidskrifter samt dryckesvaror och godis.
W H Smith är dessutom känt för att 1966 ha uppfunnit ISBN-systemet för identifikation av böcker, som i dag är ISO-standard.